# Hiroaki Nakanishi

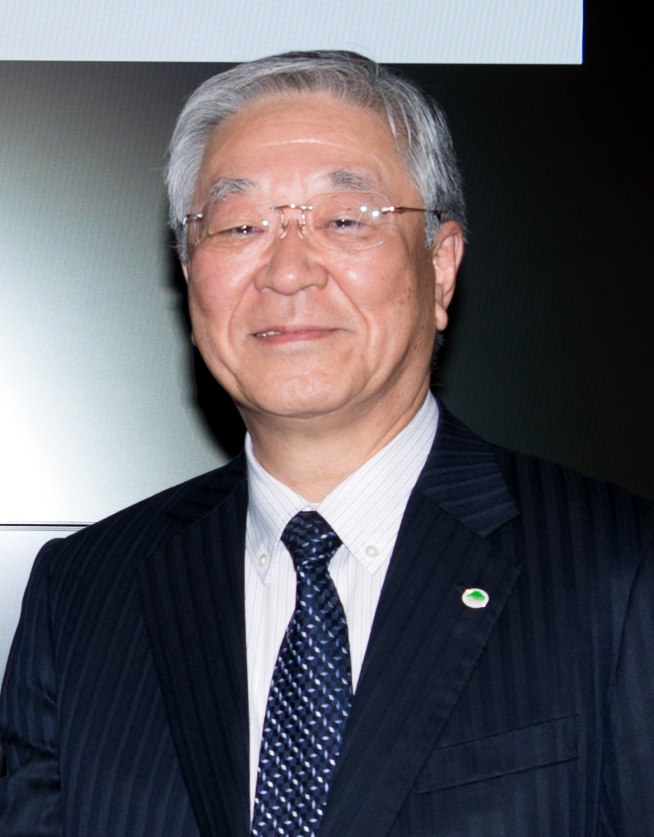
Hiroaki Nakanishi (2016)

Hiroaki Nakanishi (jap. 中西 宏明, Nakanishi Hiroaki; * 14. März 1946 in Yokohama, Präfektur Kanagawa; † 27. Juni 2021) war ein japanischer Manager. Nakanishi war Vorsitzender des Verwaltungsrats von Hitachi und Vorsitzender des japanischen Wirtschaftsverbands Keidanren.

## Leben
Nakanishi studierte Ingenieurwissenschaften an der Universität Tokio und Informatik an der Stanford University in Kalifornien. Seit 1970 ist Nakanishi für Hitachi tätig. Vom April 2010 an war er Präsident (代表執行役 執行役社長, daihyō shikkōyaku shikkōyaku shachō, engl. Representative Executive Officer and President) und von 2014 bis 2016 auch Chairman und CEO des Unternehmens. Im April 2018 wurde Nakanishi Vorsitzender des Verwaltungsrats von Hitachi. Seit Ende Mai 2018 war er zudem Vorsitzender des einflussreichen japanischen Wirtschaftsverbands Keidanren.

## Position zur Kernenergie
Knapp einen Monat nach der Nuklearkatastrophe von Fukushima, bei der unter anderem ein von Hitachi gebauter Reaktor zerstört wurde, erklärte Nakanishi am 6. April 2011, die Sorgen der Anwohner würden Japan nicht vom Weg des Ausbaus der Kernenergie abbringen. Es sei zwar schwieriger geworden, die Unterstützung der Anwohner zu gewinnen, dennoch sei es für Japan unmöglich, ganz auf Kernenergie zu verzichten.